# Royal Naval Air Station Yeovilton
Royal Naval Air Station Yeovilton (IATA: YEO, ICAO: EGDY) este un aeroport din Yeovilton⁠(d), South Somerset, Somerset⁠(d), Somerset, South West England, Anglia, Regatul Unit.
aeroportul dispune de o singură pistă. Este operat de Marina Regală Britanică.